# Flikken Maastricht
Flikken Maastricht (en français Flics de Maastricht) est un drame policier néerlandais. La série se déroule dans la ville de Maastricht dans le sud des Pays-Bas et sa diffusion a débuté le 3 septembre 2007 sur la chaîne néerlandaise NPO 1. La série est une série dérivée de la série flamande Flikken qui, elle, se déroule à Gand en Belgique.

## Fiche technique
- Titre : Flikken Maastricht
- Pays de production :  Pays-Bas
- Genre : drame policier

## Distribution
- Victor Reinier : Floris Wolfs
- Angela Schijf : Eva van Dongen
- Oda Spelbos : Marion Dreesen
- Sergio IJssel : Romeo Sanders
- Will van Kralingen : Ellis Flamand
- Helmert Woudenberg (nl) : Eugène Hoeben
- Thomas Acda (en) : Daan de Vos
- Ria Eimers : Frieda Mechels
- Jamie Grant : Esmee van Rooy
- Viviënne van den Assem : Tonja Lacroix
- Antoinette Jelgersma : Marlies Kamphuis
- Joy Wielkens : Donna Martina
- Irma Hartog : Thea Zitman
- Nhung Dam : Summer Lee
- Hanne Arendzen : Leonie Rutte
- Erik van Heijningen : Pim van Lier
- Chava Voor in 't Holt : Lilja Metsjnikovj
- Karien Noordhoff : Julia Maas
- Stefan Rokebrand : Eddie Herremans
- Eelco Smits : Wim Govaerts
- Hylke van Sprundel : Ton Kok
- Coby Timp : Gerda Brink
- Yannick de Waal : Nick

## Historique
Victor Reinier et Angela Schijf, ancienne actrice de GTST, sont annoncés le 24 novembre 2006 comme ayant été choisis pour avoir des rôles principaux dans la série. Le même jour, les contrats avec la ville de Maastricht ainsi que la police de Limburg-Zuid sont signés. L'intégrale du casting est dévoilé le 18 mars 2007.
Le premier épisode de la série est diffusé le 3 septembre 2007 à 10 h par la station néerlandaise TROS sur la chaîne Nederland 1. Trois mois plus tard, le 26 novembre, les derniers épisodes de la première saison sont programmés. Cette saison a rencontré en moyenne 1 314 000 spectateurs par épisodes ; la version DVD sort le 20 mars 2008.
Depuis le 2 septembre 2008, la série est aussi diffusée en Belgique sur Channel 1, elle est suivie, en moyenne, par 737 000 Belges chaque épisode durant la première saison. La deuxième arrive sur la chaîne en automne 2010. La série est aussi diffusée en Italie après réalisation des doublages, sous le titre de Flikken - Coppia in Giallo ; 1 100 000 spectateurs Italiens assistent, en moyenne, à chaque épisode.
Les troisième et quatrième saisons sont tournées en 2009. La troisième, composée de 10 épisodes, est diffusée le 30 octobre de la même année et la quatrième est diffusée directement après - pour une raison inconnue.

### Producteurs
Les producteurs de la série sont : 
| Nom               | Nombre d'épisodes |
| ----------------- | ----------------- |
| Rolf Koot         | 94                |
| Hans de Weers     | 41                |
| Maarten Swart     | 31                |
| Reinout Oerlemans | 26                |
| Erwin Provoost    | 7                 |
| Stephan Warnik    | 6                 |